# Rosa Blanca, Chiapas
Rosa Blanca är en ort i Mexiko.   Den ligger i kommunen Palenque och delstaten Chiapas, i den sydöstra delen av landet, 800 km öster om huvudstaden Mexico City. Rosa Blanca ligger 108 meter över havet och antalet invånare är 103.
Terrängen runt Rosa Blanca är kuperad åt nordväst, men åt sydost är den platt. Rosa Blanca ligger nere i en dal. Runt Rosa Blanca är det glesbefolkat, med 16 invånare per kvadratkilometer. Närmaste större samhälle är Cristóbal Colón, 16,3 km väster om Rosa Blanca. I omgivningarna runt Rosa Blanca växer i huvudsak städsegrön lövskog.